# Alte Ratsapotheke (Lüneburg)
Die Alte Ratsapotheke (ursprüngliche Schreibweise Raths-Apotheke) ist eine Apotheke im historischen Zentrum der Hansestadt Lüneburg. Das heutige Gebäude wurde 1598 nach umfangreichen Umbauarbeiten vollendet, es ersetzte einen Vorgängerbau aus früheren Jahrhunderten und steht mittlerweile unter Denkmalschutz.

## Geschichte
Im Jahre 1475 kaufte der Rat der Stadt Lüneburg unter seinem Bürgermeister Dietrich von Dassel eine bereits bestehende Apotheke in der Großen Bäckerstraße 5 und gab ihr den Namen Raths-Apotheke in damaliger Schreibweise.
Knapp 50 Jahre später wurde die Einrichtung in die Große Bäckerstraße 9 verlegt, 1524 neu eröffnet. Dort diente die Apotheke den Einwohnern mehr als 70 Jahre. Aber mit dem wachsenden Wohlstand der Bürger durch den Salzhandel musste der Bau ein prächtigeres Aussehen erhalten, wofür das vorherige gotische Gebäude unter Leitung des Raths-Apothekers Ulricus Luthmer stark umgebaut wurde. Entwurf und Ausführung oblagen dem einheimischen Steinmetzen und Maurermeister Köhler.
Nachdem sich im Jahr 1700 die neue Raths-Apotheke (auch Pestapotheke genannt) in der Straße Auf dem Meere etabliert hatte, bürgerte sich der Name Alte Raths-Apotheke für das hier beschriebene Bauwerk ein und wurde über dem Eingang und an der Gebäudeseite so vermerkt.
Das eher jugendstilartig wirkende Portal wurde 1988/1989 nach umfangreichen Untersuchungen restauriert und erhielt dabei seine ursprüngliche Farbigkeit zurück.
Das gesamte Innere des Gebäudes ist im Laufe der Zeit oft umgebaut worden, wobei die ursprünglichen Grundstrukturen erhalten blieben. Dazu zählen (wieder frei gelegte) Deckenbemalungen aus dem 16. Jahrhundert mit Porträts damals bekannter Mediziner wie Andreas Vesalius, Conrad Gessner und Valerius Cordus sowie historische Fußböden und die Raumaufteilung.
Der zweiräumige Dachboden diente lange Jahre als Kräuterkammer und befindet sich weitestgehend im Originalzustand, ebenfalls mit einer Bemalung.
Im holzgetäfelten Verkaufsraum sind die historischen Apotheken-Regale und Kommoden mit geschnitzten Vorderseiten und Metallbeschlägen erhalten und werden weiter genutzt.
Der Apothekenkomplex erstreckt sich von der Apothekenstraße um die Ecke zur Großen Bäckerstraße und umfasst neben dem Geschäftshaus einen Wohnbereich sowie einen südlichen Anbau, der als Veranstaltungshaus diente.

## Architektur
Die im Jahr 1598 errichtete Schaufassade wird durch das Portal im Renaissance-Stil und den abgetreppten neunteiligen Staffelgiebel geprägt. Vier übereinanderliegende Fensterarkadenreihen aus Tausteinen, Viertelkreisformsteinen und Gesimsen bilden eine deutliche waagerechte Gliederung des Giebeldreiecks. 
Die nicht verzierten Ziegelwandflächen sind mit leichter dunkelrotbrauner Putzfarbe überstrichen.
Unter dem Giebeldreieck befindet sich auf hellem Putz die lateinische Inschrift NEQUE HERBA NEQUE MALAGMA SANAVIT EOS SED TUUS DOMINE SERMO QUI SANAT OMNIA, der 12. Vers des 16. Kapitels der Weisheit Salomos: „Es heilete sie weder Kraut noch Pflaster, sondern dein Wort, Herr, welches alles heilet.“ Die Übersetzung stammt von Martin Luther.

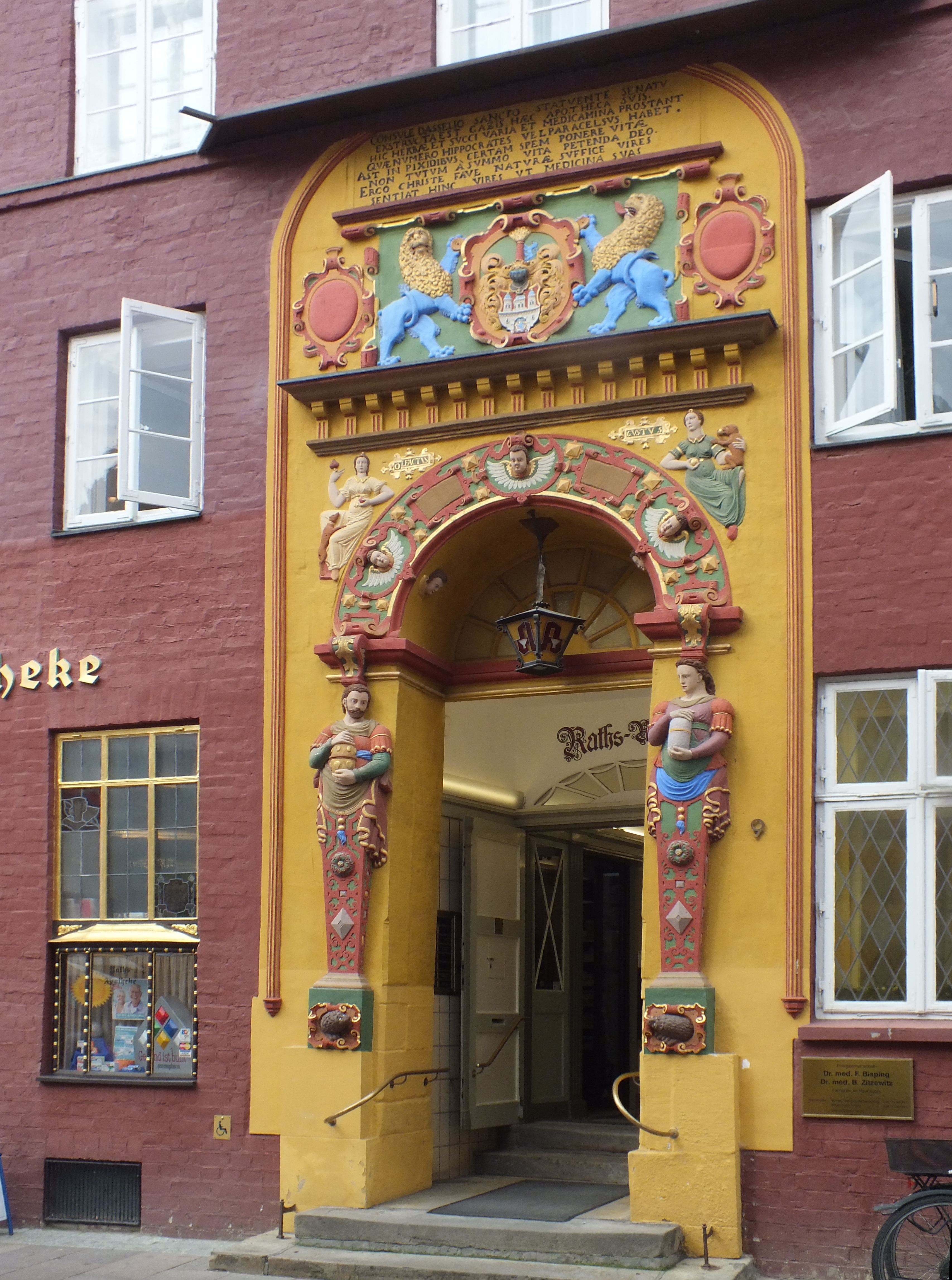
Portal

Das bunt bemalte halbplastische Sandsteinportal ist zwei Etagen hoch und gliedert sich (von oben nach unten) wie folgt: Schriftfeld, Fries mit dem von zwei Löwen gehaltenen Stadtwappen, Architrav, Rundbogen mit Zwickelfeldern sowie beidseits des Rundbogens zwei in Anlehnung an Hermen gestaltete Figuren mit Apothekengefäßen und Tieren. Diese Darstellungen stehen in enger Beziehung zur Apothekertätigkeit, die Frauengestalt mit Hund ist mit Olfactus bezeichnet, die Figur mit dem Affen auf dem Schoß steht für Gustus. Im Rundbogen sind symmetrisch drei Engelsköpfe eingearbeitet.

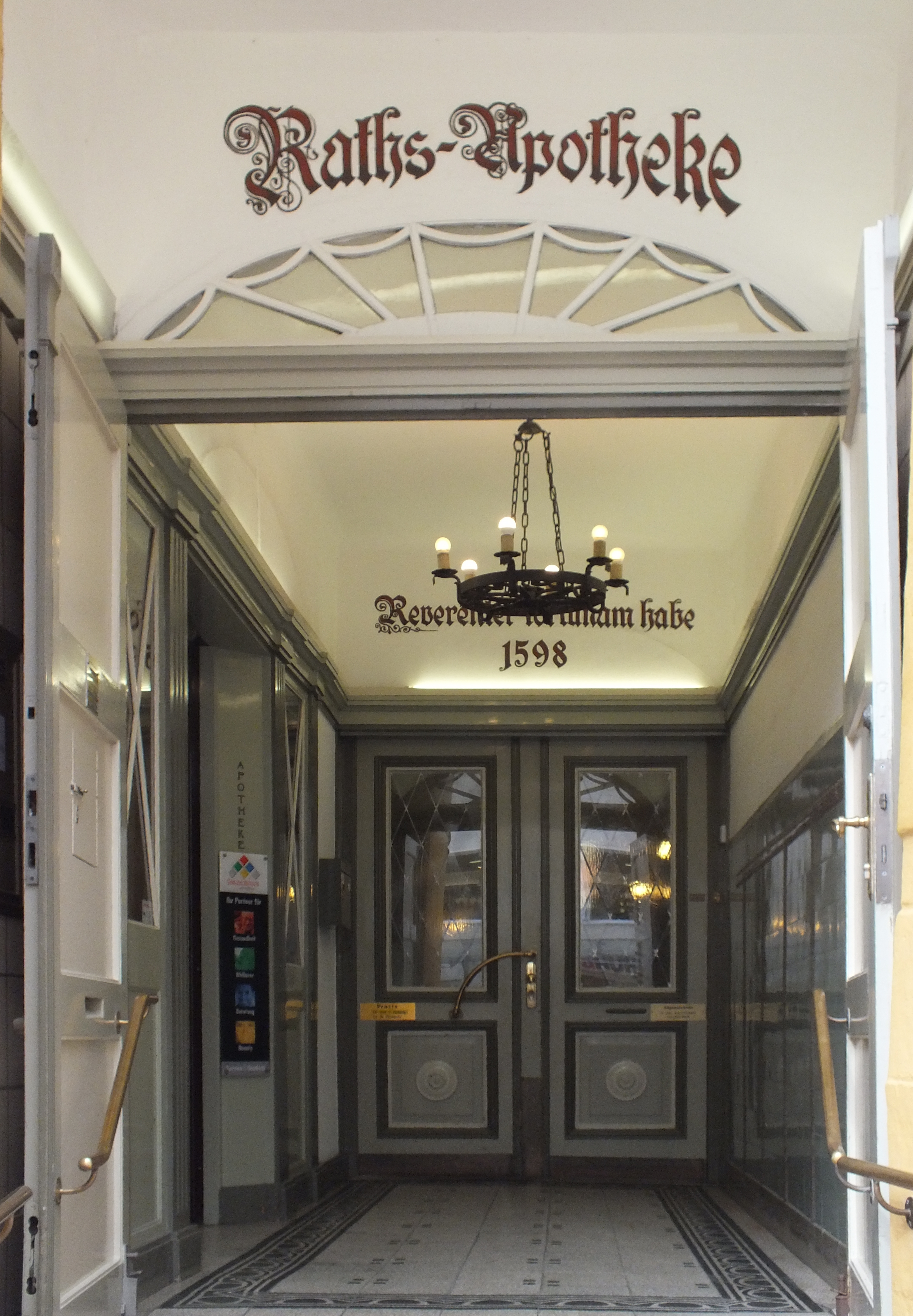
Vorraum

Links und rechts des Eingangs wachsen aus stilisierten Unterkörpern zwei lebensgroße Menschen – links ein Mann und rechts eine Frau – mit je einem größeren verschlossenen Gefäß vor dem Körper.
Den unteren Abschluss des Portals bilden zwei Sockelsteine mit Igeldarstellungen in Kartuschen.
Im Rundbogensegment befindet sich ein Epigramm, das in lateinischer Sprache einen Hinweis auf die Entstehung der Ratsapotheke enthält sowie eine zeitgenössische Werbung für Heilkräuter, aber auch für die Kraft des christlichen Glaubens.
Der zurückgesetzte Eingang in den Hauptraum ist über zwei Stufen erreichbar, das Tonnengewölbe wird von einem schmiedeeisernen Kronleuchter erhellt.
Kreuzgratgewölbe im Kellerbereich leiten die Last des Bauwerks ab.